# Blagovest (satellite)
Blagovest (en russe : Благовест) est une famille de satellites de télécommunications militaires russes dont les quatre exemplaires ont été placés en orbite géostationnaire en de 2017 à 2019. Les quatre satellites commandés ont été assemblés par le constructeur russe ISS Reshetnev. Ces satellites de 3-4 tonnes utilisent une plateforme Ekspress-2000 et une charge utile mises au point pour un usage civil. Le premier satellite de la constellation a été lancé le 16 août 2017 par une fusée Proton-M Briz-M tirée depuis le cosmodrome de Baïkonour.

## Historique
Le développement de la constellation de satellites de télécommunications militaires Blagovest est un projet lancé par le ministre de la Défense russe Anatoli Serdioukov durant son mandat (2007-2012). La constellation devait fournir une vaste palette de services dont le transfert de fichiers multimédia, des vidéo-conférences et également desservir une clientèle civile entrant en concurrence avec la constellation Ekspress. Le réseau terrestre fonctionnant en bande C ne pouvant être converti en bande Ka avant 2027, les satellites Blagovest embarquent des répéteurs dans cette fréquence. Du fait de son rôle militaire relativement restreint, les caractéristiques des satellites ont été partiellement déclassifiées en 2015. En août 2017, le dirigeant du constructeur ISS Reshetnev a annoncé que la série comprendrait 4 satellites,.

## Caractéristiques techniques
Le satellite dont la masse est estimée à 3-4 tonnes utilise une plateforme Ekspress-2000 stabilisée 3 axes et sa charge utile est constituée par une trentaine de répéteurs en bande Ka (26,5-40 GHz), bande Q (33-50 GHz) ainsi qu'en bande C pour communiquer avec les équipements anciens. La charge utile est en partie fournie par l'établissement de Cannes du constructeur Thalès Alenia.

## Lancements effectués et planifiés
Tous les lancements sont effectués depuis le cosmodrome de Baïkonour. Les satellites sont placés en orbite géostationnaire où ils occupent les positions en latitude 45 Est et 128 Est.
| Satellite   | Date lancement   | Lanceur         | Identifiant COSPAR | Position orbitale | Statut     |
| ----------- | ---------------- | --------------- | ------------------ | ----------------- | ---------- |
| Blagovest 1 | 16 aout 2017     | Proton-M Briz-M | 2017-046A          | 46° est           | en service |
| Blagovest 2 | 18 avril 2018    | Proton-M Briz-M | 2018-037A          | 49° est           | en service |
| Blagovest 3 | 21 décembre 2018 | Proton-M Briz-M | 2018-107A          | 52° est           | en service |
| Blagovest 4 | 5 aout 2019      | Proton-M Briz-M | 2019-048A          | 55° est           | en service |